# Усть-Илгинское муниципальное образование
Усть-Илгинское сельское поселение — муниципальное образование со статусом сельского поселения в 
Жигаловском районе Иркутской области России. Административный центр — село Усть-Илга.

## Демография
По результатам Всероссийской переписи населения 2010 года
численность населения муниципального образования составила 212 человек, в том числе 111 мужчин и 101 женщина.

## Населённые пункты
- село Усть-Илга
- деревня Грузновка
- посёлок Молодёжный